# Апелациони кривични суд (Ирска)
Апелациони кривични суд (ир. An Chúirt Achomhaire Choiriúil) разматра жалбе из Окружног суда, Централног кривичног суда и Специјалног кривичног суда.
Суд суди у вијећу од три судије састављеног од једног судије Врховног суда и двојице судија Високог суда.
Жалбе на Апелациони кривични суд се даље могу једино поднијети Врховном суду у коначном степену.